# Štefan Kiripolský
Štefan Kiripolský (14. prosince 1914 Slovenský Meder – 6. července 1992) byl pracovník vídeňské pobočky Rádia Svobodná Evropa, který byl v roce 1954 sovětskými okupačními vojsky (pravděpodobně ve spolupráci s československou Státní bezpečností) z Rakouska unesen do Československa, kde byl odsouzen na doživotí.

## Emigrace
V létě 1952 Štefan Kiripolský uprchl z Československa spolu se svou družkou Helenou Neumannovou. V noci tajně na loďce přepluli Dunaj do Rakouska a usadili se jako političtí uprchlíci ve Vídni. Zde začal Kiripolský pracovat ve vídeňské pobočce Rádia Svobodná Evropa a údajně byl také spolupracovníkem americké vojenské zpravodajské služby CIC. Pomáhal s výslechem uprchlíků z východního bloku a vysílal agenty do Československa a Maďarska, kteří měli pomáhat při přechodech hranice a získávat informace.
Už koncem roku 1952 měla Státní bezpečnost ve vídeňské pobočce Rádia Svobodná Evropa nasazeného agenta, který podával hlášení mimo jiné o činnosti Štefana Kiripolského. V lednu 1953 již byl vypracován plán na únos Kiripolského. Ve Vídni ho měla uskutečnit tříčlenná skupina agentů ve spolupráci se sovětskou vojenskou rozvědkou. Tento plán však nebyl realizován, protože náměstek ministra národní bezpečnosti Antonín Prchal ho z nezjištěných důvodů neschválil.

## Únos z Rakouska
Samotný únos Kiripolského a Neumannové nakonec uskutečnila okupační Sovětská armáda. V srpnu 1954 plánovala dvojice strávit dovolenou v jižním Rakousku, což však znamenalo, že budou muset cestovat přes sovětskou okupační zónu. Navzdory varováním se Kiripolský a Neumannová pro cestu rozhodli. Na železničním kontrolním bodě ve Vídeňském Novém Městě je sovětští vojáci vysadili z vlaku, posadili do auta a odvezli na výslech. Kiripolského obvinili z provádění špionáže proti Sovětskému svazu a snažili se získat informace o pracovnících CIC ve Vídni. Dne 10. září 1954 oba předali československými orgánům v Mikulově, odkud byli převezeni do Prahy. Rok a půl byl Kiripolský podrobován výslechům spojeným s mučením a týráním a 27. července 1955 byl odsouzen k doživotnímu trestu odnětí svobody. Ten mu byl později změněn nejprve na 25 a poté na 15 let vězení. Helena Neumannová byla odsouzena k pěti letům odnětí svobody.

## Vězení
Štefan Kiripolský si odpykával trest v leopoldovské a ilavské věznici. Zmírnění trestu pravděpodobně souviselo s nabídkou Státní bezpečnosti, aby Kiripolský veřejně vystoupil s předem nacvičeným prohlášením o Rádiu Svobodná Evropa a CIC. K tomu nakonec nedošlo, protože jeho projev byl příliš mechanický a nevěrohodný. Během trestu pracoval později v nemocnici ilavské věznice.
Z vězení byl propuštěn až v období pražského jara v květnu 1968 po téměř 14 letech. Zemřel 6. července 1992.